# Ever Carradine
Ever Dawn Carradine (nascida em 6 agosto de 1974) é uma atriz estadunidense. Ela é mais conhecida por seus papéis como Tiffany Porter em Once and Again e como Kelly Ludlow em Commander in Chief.

## Biografia
Carradine nasceu em Los Angeles na Califórnia é filha de Susan Snyder que é assistente de um treinador de cavalos e do ator Robert Carradine. Além de seu pai Robert também há outros atores na sua família que incluem seu avô John Carradine e os tios Keith Carradine e o falecido David Carradine . Ela é também é prima de Martha Plimpton. Carradine chegou a jogar vôlei e esquiar durante sua estadia no  Lewis & Clark College em Portland no Oregon. Em 2017, Carradine se juntou ao elenco da série original do Hulu, Marvel's Runaways, como Janet Stein.

## Vida pessoal
Carradine e marido Coby Brown tiveram uma filha chamada Chaplin Haddow Brown em 9 de agosto de 2010.

## Trabalhos

### Filmografia
| Ano  | Nome                           | Personagens       | Notas        |
| ---- | ------------------------------ | ----------------- | ------------ |
| 1996 | Foxfire                        | Girl in Printshop |              |
| 1999 | Lost & Found                   | Ginger            |              |
| 2000 | Ropewalk                       | Melissa           |              |
| 2001 | Jay and Silent Bob Strike Back | Jay's Mother      |              |
| 2001 | Bubble Boy                     | Lisa              |              |
| 2002 | Robbing 'Hef                   | Candice           |              |
| 2002 | Life Without Dick              | Tina              |              |
| 2003 | My Boss's Daughter             | Julie             |              |
| 2004 | Dead & Breakfast               | Sara              |              |
| 2005 | Lucky 13                       | Gretchen          |              |
| 2005 | Constellation                  | Celeste Korngold  |              |
| 2013 | Truck Stop                     | Lois              | Pós-produção |
| 2013 | The Adventures of Beatle       | Athena            | Pós-produção |
| 2013 | Frank vs. God                  | Rachel Levin      | Pós-produção |
| 2020 | All My Life                    | Gigi Carter       |              |

| Ano       | Nome                           | Personagens       | Notas                                             |
| --------- | ------------------------------ | ----------------- | ------------------------------------------------- |
| 1996      | Diagnosis: Murder              | Debbie            | Episódio: "Murder Can Be Murder"                  |
| 1997      | Born Into Exile                | Hooker            | Filme de TV                                       |
| 1997      | The Sentinel                   | Greta             | Episódio: "Private Eyes"                          |
| 1997      | Tracey Takes On...             | Mulher Jovem      | Episódio: "Movies"                                |
| 1997      | Alright Already                | Salesgirl         | Episódio: "Again with the Black Box"              |
| 1997-1998 | Veronica's Closet              | Pepper            | 8 Episódios                                       |
| 1998      | Party of Five                  | Rosalie           | 6 Episódios                                       |
| 1998      | Conrad Bloom                   | Nina Bloom        | 12 Episódios                                      |
| 1999      | Chicks                         | Vera              | Filme de TV                                       |
| 1999-2002 | Once and Again                 | Tiffany Porter    | 19 Episódios                                      |
| 2000      | Just Shoot Me!                 | Gwen              | Episódio: "Hot Nights in Paris"                   |
| 2000      | Nikki                          | Patti             | Episódio: "Fierce"                                |
| 2000      | Will & Grace                   | Pam               | Episódio: "Lows in the Mid-Eighties"              |
| 2001      | 3rd Rock from the Sun          | Cheryl            | Episódio: "Dick's Ark"                            |
| 2002      | Couples                        | Beth              | Filme de TV                                       |
| 2003      | Lucky                          | Theresa           | 3 Episódios                                       |
| 2004      | Line of Fire                   | Kelly Sorenson    | Episódio: "The Best-Laid Plans"                   |
| 2004      | House MD                       | Karen Hartig      | Episódio: "Maternity"                             |
| 2004      | CSI: Crime Scene Investigation | Faye Minden       | Episódio: "Eleven Angry Jurors"                   |
| 2005      | Grey's Anatomy                 | Athena            | Episódio: "The Self-Destruct Button"              |
| 2005-2006 | Commander in Chief             | Kelly Ludlow      | 19 Episódios                                      |
| 2006      | Men in Trees                   | Liza Frist        | Episódio: "Ladies Frist" Parte 1                  |
| 2007      | Cleaverville                   | Grace             | Filme de TV                                       |
| 2007      | Law & Order: Criminal Intent   | Jolene            | Episódio: "Bombshell"                             |
| 2007-2008 | Women's Murder Club            | Heather Donnelly  | 5 Episódios                                       |
| 2008      | The Madness of Jane            | Jane              | Filme de TV                                       |
| 2008-2009 | Eureka                         | Lexi Carter       | 8 Episódios                                       |
| 2009      | See Kate Run                   | Abby Sullivan     | Filme de TV                                       |
| 2009      | 24                             | Erika             | 5 Episódios                                       |
| 2009      | Supernatural                   | Julia Wright      | Episódio: "I Believe the Children Are Our Future" |
| 2009      | Private Practice               | Kara              | Episódio: "The Hard Part"                         |
| 2010      | Castle                         | Mirielle Lefcourt | Episódio: "Murder Most Fowl"                      |
| 2011      | The Mentalist                  | Cheryl Meade      | Episódio: "Red Gold"                              |
| 2011      | Rizzoli & Isles                | Randi Gordon      | Episódio: "Living Proof"                          |
| 2012      | The Finder                     | Agent Judy Green  | Episódio: "The Great Escape"                      |
| 2012      | Breakout Kings                 | Claire Lyons      | Episódio: "I Smell Emmy"                          |
| 2012      | Drop Dead Diva                 | Ramona            | Episódio: "Winning Ugly"                          |
| 2013      | CSI: Crime Scene Investigation | Dr. Darcy Shaw    | Episódio: "Double Fault"                          |
| 2017-2025 | The Handmaid's Tale            | Naomi Putnam      | 9 episódios                                       |
| 2017-2019 | Marvel's Runaways              | Janet Stein       | Elenco principal                                  |

## Ligações Externas
- Ever Carradine. no IMDb.
- Ever Carradine (em inglês) no Allmovie